# Sergio (patriarca nestoriano)
Sergio (... – Samarra, 21 settembre 872) è stato un vescovo cristiano orientale siro, metropolita di Nisibi e patriarca della Chiesa d'Oriente dall'860 all'872.

## Biografia
Prima della sua elezione patriarcale, Sergio era metropolita di Nisibi; ebbe modo in quest'epoca, di conoscere il califfo al-Mutawakkil a Damasco, con il quale mantenne ottimi rapporti.
Alla morte del patriarca Teodosio (858), il califfo impose la scelta del nome di Sergio. Tuttavia, lo storico nestoriano Mari ibn Sulayman racconta che l'episcopato nestoriano si oppose a questa scelta, poiché nessun metropolita di Nisibi doveva diventare patriarca, visto che in precedenza Barsauma aveva escogitato la morte del patriarca Babowai, e un altro vescovo di Nisibi, Yohannan di Dasen, aveva tentato di far uccidere Hnan-Isho I.
Quest'opposizione protrasse l'elezione del nuovo patriarca per due anni. Alla fine la volontà del califfo ebbe la meglio. Sergio fu consacrato patriarca il 21 luglio 860 nella cattedrale di Kohe a Al-Mada'in, e pose la sede patriarcale nel monastero di Klilisho (Dayr al-Jāthalīq) a Samarra. Mari dà un giudizio positivo del patriarcato di Sergio: "Il suo regno, e la pace e la sicurezza che lo accompagnarono, furono motivo di gioia per i fedeli".
Morì la domenica 21 settembre 872 e fu sepolto nella chiesa del monastero di Dayr al-Jāthalīq.